# Vrbovac (gmina Boljevac)
Vrbovac (cyr. Врбовац) – wieś w Serbii, w okręgu zajeczarskim, w gminie Boljevac. W 2011 roku liczyła 121 mieszkańców.